# Open Quimper Bretagne Occidentale 2019
L'Open Quimper Bretagne Occidentale 2019 è stato un torneo di tennis facente parte della categoria ATP Challenger Tour nell'ambito dell'ATP Challenger Tour 2019. È stata la 9ª edizione del torneo che si è giocato a Quimper in Francia dal 28 gennaio al 3 febbraio 2019 su campi in cemento indoor e aveva un montepremi di 46 600 €+H.

## Partecipanti

### Teste di serie
| Nazionalità | Giocatore                | Ranking* | Testa di serie |
| ----------- | ------------------------ | -------- | -------------- |
| Polonia     | Hubert Hurkacz           | 76       | 1              |
| Francia     | Ugo Humbert              | 95       | 2              |
| Spagna      | Marcel Granollers        | 108      | 3              |
| Lituania    | Ričardas Berankis        | 110      | 4              |
| Francia     | Quentin Halys            | 127      | 5              |
| Germania    | Matthias Bachinger       | 128      | 6              |
| Spagna      | Adrián Menéndez Maceiras | 129      | 7              |
| Ucraina     | Sergiy Stakhovsky        | 132      | 8              |
| Francia     | Constant Lestienne       | 142      | 9              |
| Estonia     | Jürgen Zopp              | 146      | 10             |
| Francia     | Antoine Hoang            | 147      | 11             |
| Italia      | Salvatore Caruso         | 156      | 12             |
| Germania    | Mats Moraing             | 157      | 13             |
| Bielorussia | Egor Gerasimov           | 158      | 14             |
| Francia     | Grégoire Barrère         | 159      | 15             |
| Italia      | Filippo Baldi            | 167      | 16             |

- Ranking al 14 gennaio 2019.

### Altri partecipanti
I seguenti giocatori hanno ricevuto una wild card per il tabellone principale:
- Constantin Bittoun Kouzmine
- Antoine Cornut Chauvinc
- Steve Darcis
- Evan Furness
- Hugo Gaston

I seguenti giocatori hanno utilizzato il loro ranking ITF per entrare nel tabellone principale:
- Javier Barranco Cosano
- Raul Brancaccio
- Aslan Karatsev
- Roman Safiullin

I seguenti giocatori sono entrati in tabellone come alternate:
- Hugo Nys
- Fabrizio Ornago

I seguenti giocatori sono passati dalle qualificazioni:
- Manuel Guinard
- Grégoire Jacq

Il seguente giocatore è entrato in tabellone come lucky loser:
- Quentin Gueydan

## Punti e montepremi
| Torneo    | Torneo              | V     | F     | SF    | QF    | 3T  | 2T  | 1T  | Q | Q1 |
| Singolare | Punti               | 80    | 48    | 29    | 15    | 7   | 3   | 0   | 0 | 0  |
| Singolare | Premi in denaro ($) | 6 190 | 3 650 | 2 160 | 1 260 | 730 | 450 | 225 | – | –  |
| Doppio    | Punti               | 80    | 48    | 29    | 15    | –   | –   | 0   | – | –  |
| Doppio    | Premi in denaro ($) | 2 670 | 1 550 | 930   | 550   | –   | –   | 310 | – | –  |

## Campioni

### Singolare
Grégoire Barrère ha sconfitto in finale  Daniel Evans con il punteggio di 4–6, 6–2, 6–3.

### Doppio
Fabrice Martin /  Hugo Nys hanno sconfitto in finale  David Pel /  Antonio Šančić con il punteggio di 6–4, 6–2.